# 金相賢 (ボクサー)
金 相賢（キム・サンヒョン、김상현、Sang-Hyun Kim、1955年1月18日 - ）は、韓国のプロボクサー。釜山市出身。元WBC世界スーパーライト級王者。

## 来歴
1973年9月25日、韓国でプロデビュー。デビュー以来17戦無敗（15勝2分）を記録した。
1977年1月24日、18戦目でOPBF東洋太平洋スーパーライト級王者ウォンソ・スセノに挑戦し、12回判定負けで王座の獲得に失敗するとともにキャリア初敗北となった。
1978年9月23日、27戦目でOPBF東洋太平洋スーパーライト級王者モイセス・カントハに挑戦し、12回判定勝ちで王座を獲得した。
1978年12月30日、29戦目でWBC世界スーパーライト級王者センサク・ムアンスリンに挑戦し、13回KO勝ちで世界王座を獲得した。
1979年3月17日、ノンタイトルマッチで元WBC世界スーパーフェザー級王者リカルド・アルレドンドと対戦し、6回KO勝ち。アルレドンドはこの試合で引退した。
1979年10月4日、タイトルマッチで用皆政弘と対戦し、11回KO勝ちで2度目の防衛に成功した。
1980年2月23日、3度目の防衛戦でソウル・マンビーと対戦し、14回KO負けで王座から陥落した。
1981年4月26日、OPBF東洋太平洋スーパーライト級王座を再獲得。同王座は3度防衛した。
1983年4月2日、WBA世界スーパーライト級王座アーロン・プライヤーに挑戦し、3回KO負けで王座獲得ならず。この試合を最後に引退した。

## 獲得タイトル

### 地域タイトル
- 第14代OPBF東洋太平洋スーパーライト級王座（防衛0=返上）
- 第17代OPBF東洋太平洋スーパーライト級王座（防衛4=返上）

### 世界タイトル
- WBC世界スーパーライト級王座（防衛2）